# Wolcott (Connecticut)
Wolcott ist eine Stadt im New Haven County im US-Bundesstaat Connecticut, Vereinigte Staaten. Das U.S. Census Bureau ermittelte bei der Volkszählung 2020 eine Einwohnerzahl von 16.142. Die geographischen Koordinaten sind: 41,60° Nord, 72,98° West. Das Stadtgebiet hat eine Größe von 54,7 km².

## Geschichte
Wolcott wurde 1796 gegründet und trug damals den Namen Farmingbury.

## Sehenswürdigkeiten
- Old Woodtick School
- 1800 Darius Wiard House
- Publick House

## Söhne und Töchter der Stadt
- Seth Thomas (1785–1859), Uhrmacher und Fabrikant
- Amos Bronson Alcott (1799–1888), Schriftsteller und Pädagoge
- Christopher Wolcott (1820–1863), Jurist und Politiker